# Bahnhof Amstetten
Der Bahnhof Amstetten ist ein Bahnknotenpunkt in Niederösterreich. In Amstetten endet eine Nebenstrecke der Rudolfsbahn nach Kleinreifling, die über Waidhofen an der Ybbs verkehrt, außerdem liegt der Bahnhof an der Westbahn. Der Bahnhof wird von Nah- und Fernverkehrszügen befahren.

## Geschichte

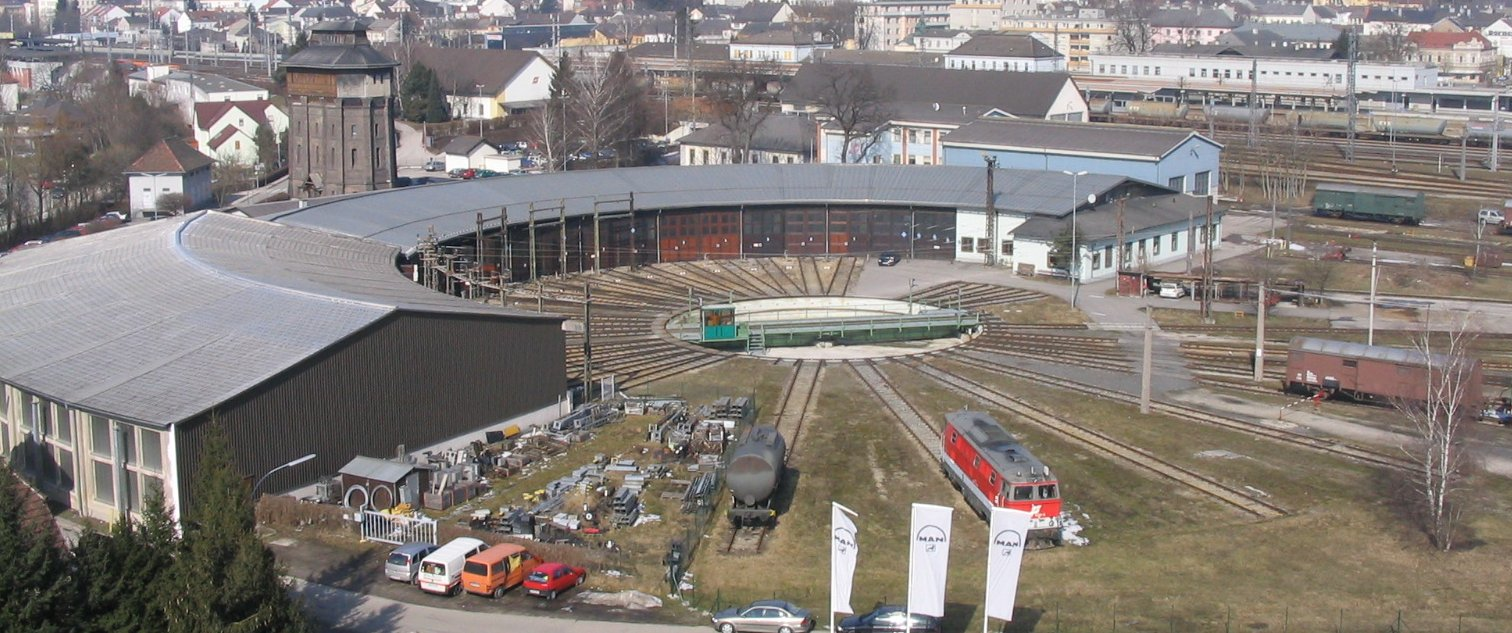
Heizhaus Amstetten (2005)

Der Bahnhof wurde mit der damaligen Kaiserin-Elisabeth-Bahn am 15. Dezember 1858 eröffnet. Am 1. Juni 1860 wurde die Bahn bis Salzburg verlängert und am 12. Juni 1860 wurde die Strecke bis nach München eröffnet. Der Bahnhof lag damals noch im Gemeindegebiet Preinsbach, das 1883 von Amstetten eingemeindet wurde, sodass sich der Bahnhof im Gemeindegebiet von Amstetten befand. Am 12. November 1872 wurde auch die Kronprinz Rudolf-Bahn sowie deren Nebenstrecke eröffnet – Amstetten wurde zu einem Verkehrsknotenpunkt. Dadurch, dass die zwei Bahnen eigenständige Gesellschaften waren, musste die Kronprinz Rudolf-Bahn ein eigenes Gleis in Amstetten verlegen, da die Kaiserin Elisabeth-Bahn nicht erlaubte, ihre Gleise zu nutzen. Nach dem Anschluss der Kronprinz Rudolf-Bahn an die Kaiserin Elisabeth-Bahn wurden das Bahnhofsgebäude sowie die Gleisanlagen erweitert.
1892 tauchten Pläne einer Bahnstrecke von Amstetten nach Grein auf. Der Herzog von Sachsen-Coburg-Gotha auf Greinburg war bereit, den Brückenbau zu finanzieren. Doch die Strecke wurde vom Stadtrat Grein abgelehnt.

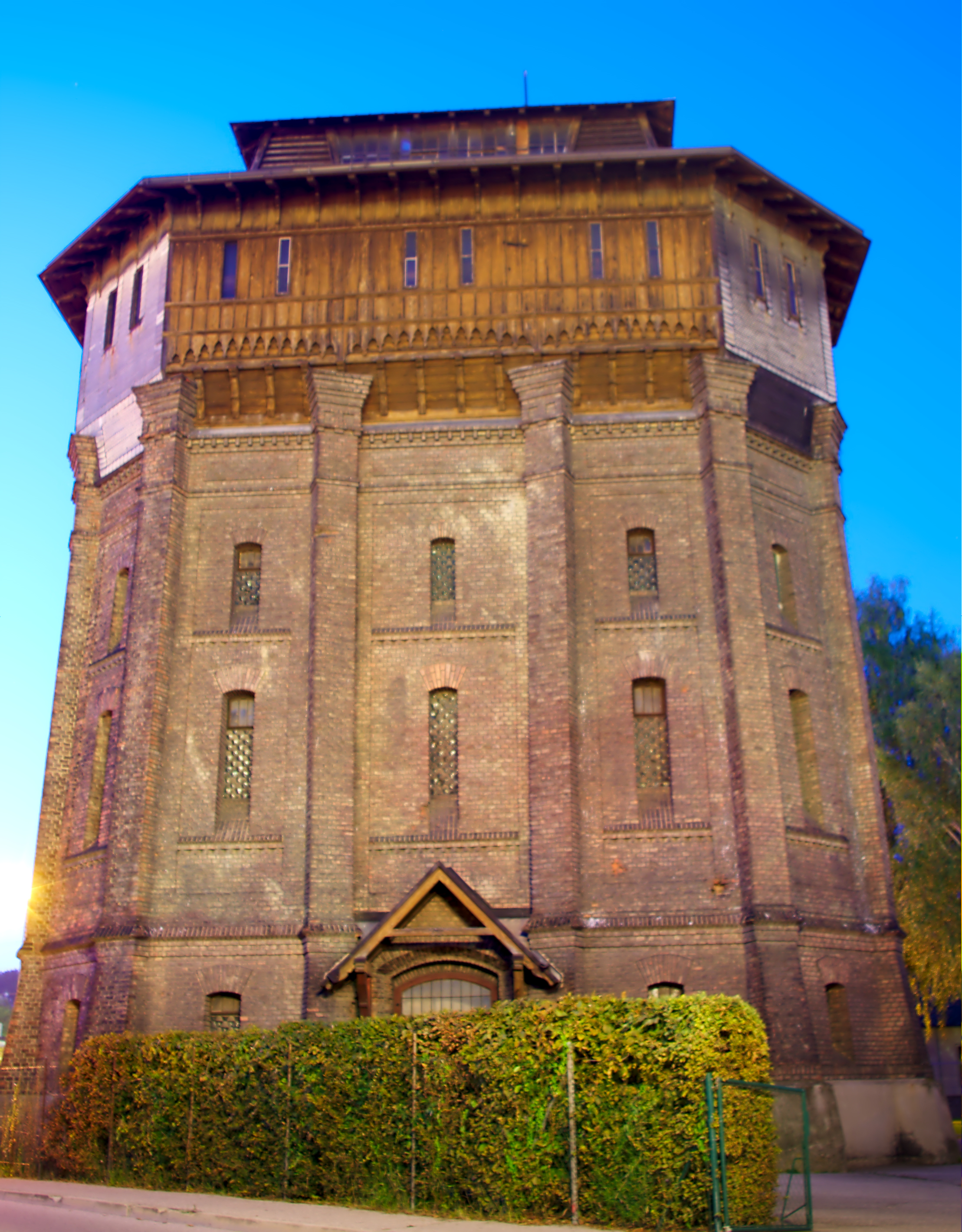
Wasserturm Amstetten (2011)

1908/09 wurde ein 18 Meter hoher Wasserturm mit zwei Wasserbehältern gebaut, mit je 40.000 Liter Inhalt. 1913 wurden die Bahnsteige überdacht.
Im Zweiten Weltkrieg wurden der Bahnhof sowie die Gleisanlagen schwer beschädigt. Im April 1945 begann der provisorische Wiederaufbau, es wurde ein Gleis wieder aufgebaut, die Fahrkarten wurden im Hotel Hofmann verkauft. Im Juni 1951 wurde die Teilstrecke der Westbahn Linz–Amstetten elektrifiziert, im Dezember 1952 die ganze Westbahn und 1967/68 auch die Rudolfsbahn.
1972/73 wurde der Bahnhof zum ersten Mal umgebaut, aber es fand kein Neubau statt. 1976 wurde der Busbahnhof westlich des Bahnhofes gebaut. 1987 wurde auch die erste Unterführung eröffnet. Mit dem NAT, dem Neuen Austro Takt der ÖBB, wurde ab dem 2. Juni 1991 der Bahnhof zum InterCity-Bahnhof.
Der heutige Bahnhof wurde im Zuge der in den 1990er Jahren begonnenen Corporate-Design-Initiative der Bahn modernisiert, 1989 hatte das Architekturbüro Zechner & Zechner den Wettbewerb um den Bau des Amstettener Bahnhofes gewonnen. Mit dem Umbau bekam der Bahnhof 1992 eine neue Überdachung, wofür es 1996 eine internationale Architekten-Auszeichnung, den Brunel Award gab. 2008 wurde eine große Park & Ride-Anlage eröffnet.

## Bahnhofshalle

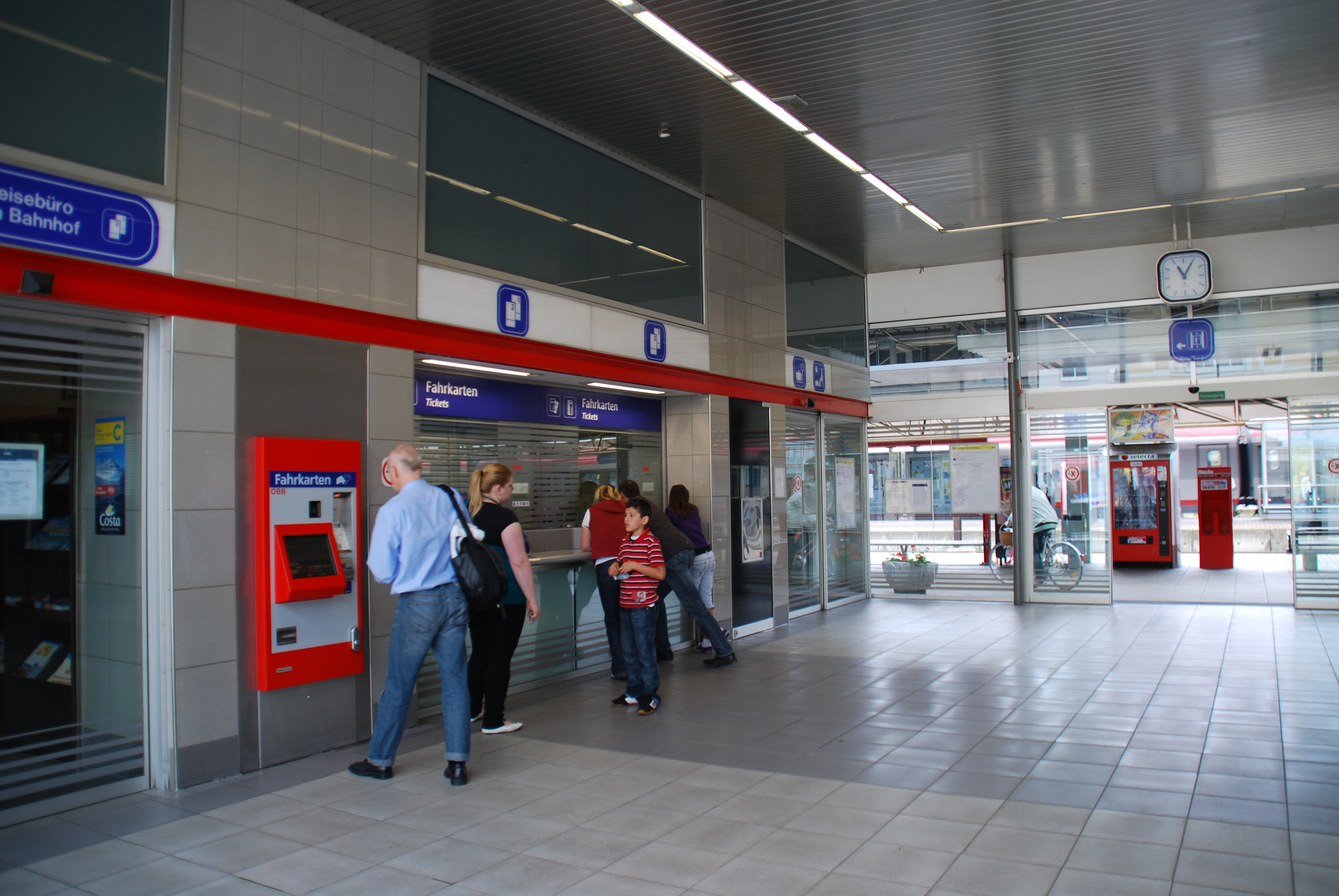
Die Bahnhofshalle innen (2009)

In der Bahnhofshalle gibt es zwei Fahrkartenschalter sowie einen Fahrkartenautomaten. In der Halle befinden sich des Weiteren ein Warteraum, eine Trafik sowie ein Imbissladen und zwei Telefone. Ein Restaurant sowie ein öffentliches WC befinden sich am Bahnsteig 1 zwischen Halle und Abgang zur östlichen Unterführung. Am Gebäude angeschlossen ist auch die Postfiliale Graben. Park&Ride-Anlagen befinden sich auf beiden Seiten des Bahnhofes.
Am Bahnhofsvorplatz halten die Postbusse und der Amstettener Stadtbus.

## Betrieb
Bahnverkehr
| Linie        | Strecke | Takt (min)            | Anmerkung                                                                       |
| ------------ | --- | --------------------- | ------------------------------------------------------------------------------- |
| Railjet      | (Flughafen Wien -) Wien Hbf. - Wien Meidling - Tullnerfeld - St.Pölten Hbf. - Amstetten - St.Valentin - Linz Hbf. - Wels Hbf. - Attnang-Puchheim - Vöcklabruck - Neumarkt-Köstendorf - Salzburg Hbf.                  | 60 Min.               | täglich werden ein Railjet nach Bregenz und zwei nach Klagenfurt weitergeführt  |
| WESTbahn     | Salzburg Hbf. - Attnang-Puchheim - Wels Hbf. - Linz Hbf. - Amstetten - St.Pölten Hbf. - Wien Hütteldorf - Wien Westbahnhof                                                                                            | 60 Min.               |                                                                                 |
| D            | Wien Hbf. - Wien Meidling - St.Pölten Hbf. - Amstetten ( - Linz Hbf.) | einzelne Züge         | nur zur HVZ                                                                     |
| ÖBB Nightjet | Wien Hbf. - Wien Meidling - St.Pölten Hbf. - Amstetten - Linz Hbf. - Wels Hbf. - Attnang-Puchheim - Salzburg Hbf. - Zürich/Venedig                                                                                    | ein Zugpaar pro Nacht | Zugteilung in Salzburg                                                          |
| ÖBB Nightjet | Wien Hbf. - Wien Meidling - Tullnerfeld - St.Pölten Hbf. - Amstetten - St.Valentin - Linz Hbf. - Wels Hbf. - Attnang-Puchheim - Vöcklabruck - Salzburg Hbf. - Innsbruck Hbf. - (...) - Feldkirch - Dornbirn - Bregenz | ein Zugpaar pro Nacht |                                                                                 |
| CJX5         | Amstetten - (...) - Pöchlarn - Melk - St.Pölten Hbf. - Tullnerfeld - Wien Hütteldorf - Wien Westbahnhof | 60 Min.               | teilweise verlängerte Züge von und nach St.Valentin, morgens im 30-Minuten-Takt |
| R53          | Amstetten - (...) - Stadt Haag - St.Valentin | 60 Min.               |                                                                                 |
| R58          | Amstetten - (...) - Waidhofen a. d. Ybbs - Weyer - Kleinreifling (- Weißenbach-St.Gallen) | 60 Min.               | morgens zusätzlich Verstärkerzüge                                               |

Busverkehr

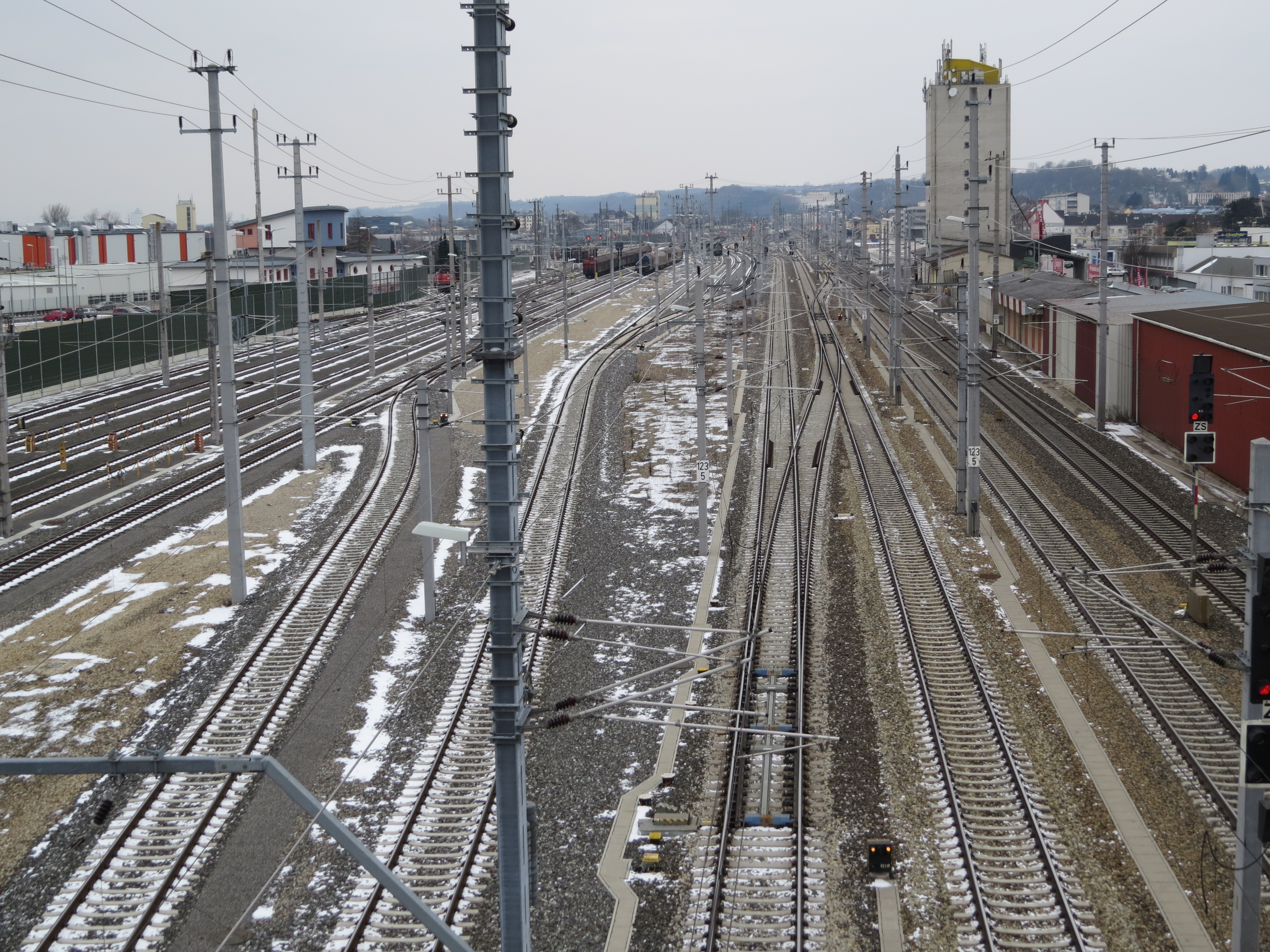
Die Bahnhofsanlage in Blickrichtung Linz (2018)

An nordwestlicher Seite des Bahnhofs liegt ein Busbahnhof, der mit den Bussteigen A–C ausgestattet ist. Folgende Linien verkehren dort:
- 1: Citybus Amstetten - Allersdorf
- 2: Citybus Amstetten - Krankenhaus
- 5: CityBus Amstetten - Greimpersdorf
- 7: CityBus Amstetten - Greinsfurth - Waldheim
- 380: Amstetten - Ardagger-Stift - Ardagger-Markt - Grein - Struden - St.Nikola/Donau - Sarmingstein - Waldhausen im Strudengau
- 600: Amstetten - Reikersdorf - Stiefelberg - Holzhausen b. Ardagger - Kollmitzberg - Neustadtl/Donau
- 600: Amstetten - Viehdorf - Reikersdorf - Hainstetten - Neustadtl/Donau
- 600: Amstetten - Eisenreichdornach - Preinsbach - Atzelsdorf b. Amstetten - Hart b. Amstetten (- Allersdorf am Ybbsfelde - Triesenegg - St.Georgen/Ybbsfelde -) Seisenegg - Viehdorf
- 609: Amstetten - Waldheim - Mauer b. Amstetten - Spiegelsberg - Aschbach - Krenstetten - Bierbaumdorf - Wolfsbach - Loosdorf b. Wolfsbach - Bubendorf b. Wolfsbach - Seitenstetten
- 612: Amstetten - Zeillern - Amstetten
- 613: Amstetten - Zeillern - Ludwigsdorf - Oed b. Amstetten - Wallsee - Strengberg - Altenhofen - St. Valentin
- 614: Amstetten - Zeillern - Stephanshart - Zeillern - Amstetten
- 615: Amstetten - Zeillern - Stephanshart - Ardagger-Stift - Stephanshart - Leitzing - Stephanshart
- 1602: Amstetten - Greinsfurth
- 1604: Amstetten (- Hart b. Amstetten - Matzendorf - Leutzmannsdorf) - Galtbrunn - St.Georgen am Ybbsfelde - Blindenmarkt - Kottingburgstall - Hubertendorf - Ennsbach (- St.Martin am Ybbsfelde -) Karlsbach b. Ybbs - Ybbs/Donau (- Persenbeug - Gottsdorf - Persenbeug - Weins - Ysperdorf - Großes Yspertal - Altenmarkt im Yspertal - Ysper (- Stiegeramt - St.Oswald b. Ysper) - Laimbach am Ostrong - Würnsdorf - Dietsam - Pöggstall)
- 1610: Amstetten - Schaffenfeld (- Schönbichl b. Amstetten) - Franzhausen - Doislau - Euratsfeld - Obergafring - Mittergafring - Untergafring - Senftenegg (- Segenbaum - Ferschnitz - Innerochsenbach - Windischendorf - Zinsenwang - Senftenegg - Felberach - Außerochsenbach - Steinakirchen am Forst - Wolfpassing b. Steinakirchen - Kleinerlauf - Zarnsdorf - Thorwarting - Loising - Etzerstetten - Unteretzerstetten - Marbach/Kleinen Erlauf - Bodensdorf b. Wieselburg - Weinzierl b. Wieselburg - Wieselburg/Erlauf)
- 1622: Amstetten - Winklarn (- Oberhömbach - Dippersdorf -) Ulmerfeld (- Hausmening -) Neuhofen/Ybbs
- 1628: Amstetten - Hermannsdorf - Freidegg - Ferschnitz - Innerochsenbach - Windischendorf - Zinsenwang - Senftenegg
- 1636: Amstetten (- Greinsfurth -) Waldheim - Mauer b. Amstetten - Kematen/Ybbs - Hilm - Gleiß - Bruckbach/Ybbs - Böhlerwerk - Raifbach - Waidhofen/Ybbs

## Bahnsteige

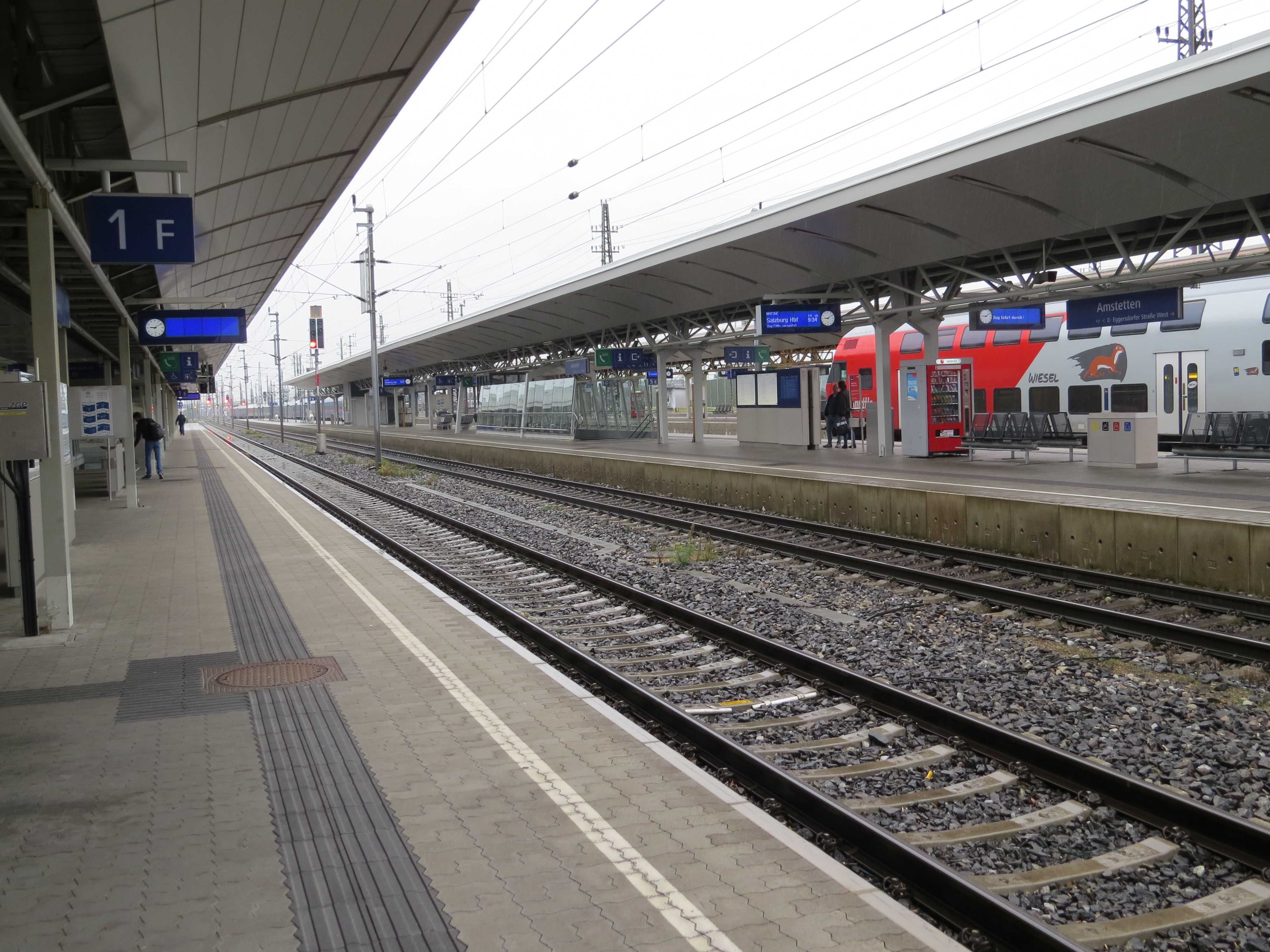
Blick von Bahnsteig 1 mit dem Bahnhofsgebäude auf Bahnsteig 2 (2017)

Die Bahnsteige sind durch zwei Unterführungen, im Westen und im Osten des Bahnhofes, zu erreichen, in denen jeweils ein Fahrkartenautomat aufgestellt ist. Jeder Bahnsteig ist überdacht und von beiden Unterführungen erreichbar. Die östliche Unterführung ist mit Aufzügen ausgestattet.
Von den sechs Bahnsteigen ist Bahnsteig 1 ein Hausbahnsteig, 2/3 und 4/5 sind Mittelbahnsteige und Bahnsteig 11 ist ein Kopfbahnsteig, der gegenüber von Bahnsteig 4 an der westlichen Seite des Bahnhofes liegt.
Die üblichen Richtungen der Züge nach Bahnsteig sind die folgenden:
| Bahnsteig | Belegung                                   | Belegung                                   |
| --------- | ------------------------------------------ | ------------------------------------------ |
| 1         | Regionalzüge alle Richtungen               | Regionalzüge alle Richtungen               |
| 2         | Railjets / EN / WESTbahn Richtung Salzburg | Railjets / EN / WESTbahn Richtung Salzburg |
| 3         | Railjets / EN / WESTbahn Richtung Wien     | Railjets / EN / WESTbahn Richtung Wien     |
| 2, 3      | D-Züge Richtung Linz (Wels) bzw. Wien      | D-Züge Richtung Linz (Wels) bzw. Wien      |
| 4 und 5   | Regionalzüge Richtung St.Valentin          | Regionalexpress Richtung Wien              |
| 11        | Rudolfsbahn                                | Rudolfsbahn                                |